# Synagoge (Świdwin)

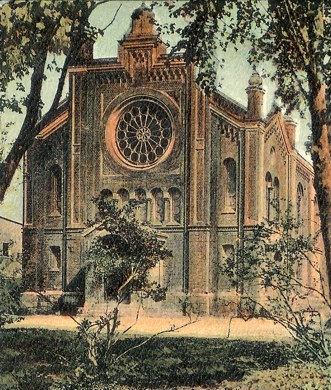
Synagoge Schivelbein, Beginn 20. Jahrhundert

Die Synagoge in Świdwin (deutsch Schivelbein), einer Kreisstadt in der polnischen Woiwodschaft Westpommern, wurde 1880 anstelle einer 1821 errichteten Holzsynagoge gebaut. In der Reichspogromnacht vom 9. auf den 10. November 1938 brannten Nationalsozialisten die Synagoge nieder und sprengten sie anschließend. Der letzte Rabbiner der Synagoge war Karl Richter (1910–2005), der im April 1939 in die USA auswanderte. In den Städten und Gemeinden Pommerns begann am 12. Februar 1940 die „Zwangsverschickung“ der Juden aus Deutschland. Fast 1.200 jüdische Bewohner aus Stettin und anderen Orten des Regierungsbezirks wurden verhaftet und nach Lublin und in weitere Orte deportiert. Nach dem Ende des Zweiten Weltkriegs befand sich an Stelle der Synagoge in Świdwin einige Jahre ein Kindergarten.